# Hypocoena defecta
Hypocoena defecta är en fjärilsart som beskrevs av Augustus Radcliffe Grote 1874. Hypocoena defecta ingår i släktet Hypocoena och familjen nattflyn. Inga underarter finns listade i Catalogue of Life.